# 폴리 버건
폴리 버건(영어: Polly Bergen, 1930년 7월 14일 ~ 2014년 9월 20일)은 미국의 배우, 가수이다.

## 출연 작품
- 스트럭 바이 라이트닝 - 할머니 역